# Like a Prayer (canção)
"Like a Prayer" é uma canção da artista musical estadunidense Madonna, contida em seu quarto álbum de estúdio de mesmo nome (1989). Foi composta e produzida pela própria juntamente com Patrick Leonard, e gravada em setembro de 1988 nos Johnny Yuma Studios em Burbank, Califórnia. Primeira a ser gravada para o disco, a obra representou uma abordagem de composição mais artística e pessoal para a intérprete, assim como o resto do produto. Ela queria uma faixa mais madura e restrita, percebendo que precisava atender seu público adulto e seus novos fãs. Enquanto elaborava o número, Madonna teve a ideia de incluir palavras litúrgicas em suas letras, mas mudou o contexto em que elas foram utilizadas, fazendo-as ter duplo sentido. A artista quis que a música tivesse significados superficiais que forjassem sexualidade e religião com letras pop fluentes que provocassem uma reação nos ouvintes. O seu lançamento como o primeiro single do disco ocorreu em 3 de março de 1989 através das gravadoras Sire e Warner Bros., sendo comercializada nos formatos de CD single, fita cassete e vinis de sete e doze polegadas.
Em termos musicais, "Like a Prayer" é uma canção pop rock que incorpora elementos do funk e do gospel. A canção parece ter um tema religioso, mas possui tópicos sexuais adjacentes. Tal feito foi conquistado com a adição de um coral gospel, cuja voz aumenta a natureza espiritual da faixa, enquanto uma guitarra de rock a mantém obscura e misteriosa. O coral foi regido por Andraé Crouch, com Bruce Gaitsch, Chester Kamen e Guy Pratt sendo alguns dos músicos presentes durante a gravação da música. De acordo com a cantora, é um número que trata de uma jovem garota tão apaixonada por Deus que faz d'Ele a única figura masculina em sua vida. Suas letras foram inspiradas pela educação católica de Madonna e serviram como uma metáfora para relação sexual, contendo sentidos ambíguos referindo-se à felação e ao orgasmo. Aclamado por críticos musicais devido à sua produção e seu afastamento dos trabalhos anteriores da artista, o tema atingiu o topo das tabelas musicais de países como  Austrália, Canadá, Dinamarca, Noruega e Reino Unido, tornando-se o sétimo número um de Madonna na parada estadunidense Billboard Hot 100 e vendendo mais de cinco milhões de cópias ao redor do mundo, convertendo-se em um dos mais vendidos de todos os tempos em formato físico.
O vídeo musical correspondente foi dirigido por Mary Lambert e estreou em 3 de março de 1989 no canal televisivo MTV, que considerou-o "o mais controverso de Madonna". As cenas a retratam testemunhando o assassinato de uma jovem e se escondendo em uma igreja por segurança. O projeto incorporou símbolos católicos como estigmas, cruzes em chamas estilísticas do movimento Ku Klux Klan e um sonho sobre beijar um santo negro. Após seu lançamento, embora tenha sido bem recebida criticamente, a gravação foi condenada pelo Vaticano, com famílias e grupos religiosos protestando sua exibição. "Like a Prayer" foi usada em um comercial televisivo para a marca Pepsi, que posteriormente deixou de ser exibido devido aos protestos em relação ao vídeo, os quais pediram a sua proibição e também o boicote de produtos da marca, bem como de cadeias de fast-food da PepsiCo. O contrato da cantora com a Pepsi foi consequentemente cancelado, apesar de ter sido autorizada a ficar com seu cachê inicial de 5 milhões de dólares. O trabalho é considerado um dos melhores da década de 1980 e de todos os tempos, vencendo um MTV Video Music Award de Escolha do Espectador em 1989 e sendo indicada ao Video do Ano na mesma premiação.
Madonna apresentou "Like a Prayer" em vários eventos e nas turnês Blond Ambition World Tour (1989), Re-Invention Tour (2004), Sticky & Sweet Tour (2008), The MDNA Tour (2012) e Madame X Tour (2019), incluindo um tema religioso em todas elas, com duas performances especiais sendo executadas durante a etapa de 2015 da Rebel Heart Tour. A faixa foi regravada por artistas como We Are the Fallen, Nelly Furtado e o elenco da série Glee; uma das regravações, feita pelo grupo Mad'House, obteve grande sucesso na Europa, atingindo o topo das tabelas de diversos países e a vice-liderança da European Hot 100 Singles. "Like a Prayer" foi eleita pela revista Rolling Stone a melhor música de Madonna e uma das 500 melhores canções de todos os tempos e incluída em diversas listas compilando as melhores músicas de Madonna. A faixa foi notada pelo caos em relação ao seu vídeo musical e pelas diferentes interpretações de seu conteúdo, levando à discussões entre estudiosos de música e cinema. Juntamente com seu álbum resultante, a obra foi considerada um ponto de mudança na carreira de Madonna, que começou a ser vista como uma eficiente mulher de negócios — alguém que sabe como vender um conceito.

## Antecedentes
1988 foi um ano calmo nos projetos fonográficos de Madonna. Após a má recepção crítica e comercial obtida com seu primeiro filme, Who's That Girl (1987), ela atuou no musical da Broadway Speed-the-Plow. No entanto, análises negativas da produção causaram desconforto novamente. O seu casamento com o ator Sean Penn acabou, e o divórcio foi concluído em janeiro de 1989. Além disso, a cantora completou 30 anos, idade com a qual sua mãe faleceu e, por isso, passou por uma turbulência mais emocional. Em entrevista publicada na edição de junho de 1989 da revista Rolling Stone, a artista explicou que sua educação católica lhe trouxe um sentimento de culpa o tempo todo:
| “ | Quando você é católico, você sempre é um Católico — em termos de seu sentimento de culpa ou arrependimento ou se pecou ou não. Às vezes, eu tenho um sentimento de culpa que não deveria ter e, para mim, isso é um resultado da minha educação Católica. No Catolicismo, você é um pecador de nascimento e é um pecador por toda a sua vida. Não importa o quão você tenta se afastar disso, o pecado está dentro de você o tempo todo. Foi esse medo que me assombrou; ele me provocou e me machucou a cada momento. Minha música foi provavelmente a única distração que eu tinha. | ” |

Madonna percebeu o crescimento de seu público conforme ela amadurecia. A cantora queria afastar-se do apelo adolescente e encontrar novos públicos e a longevidade do álbum no mercado. Ela queria que o som de seu novo trabalho fosse calculista e indicasse o que seria popular no mundo musical, bem como a necessidade de tentar algo diferente. A musicista tinha certos assuntos pessoais em sua mente, incluindo seu conturbado relacionamento com Penn, sua família, a perda de sua mãe e sua crença em Deus, o que achou que poderia inspirá-la para a direção musical do projeto. Ela pensou em abordar ideias líricas diferentes nas canções, como assuntos que até então eram apenas meditações pessoais e nunca seriam compartilhados com seu público de forma tão aberta e clara. Cuidadosamente, Madonna procurou seus diários pessoais e começou a considerar suas opções. A intérprete lembrou: "O que eu queria dizer? Eu queria que o álbum e canção falassem com coisas da minha mente. Foi uma época complexa na minha vida".

## Desenvolvimento
Eu tenho um grande sentimento de culpa e pecado do Catolicismo que, definitivamente, tem permeado a minha todos os tidas, mesmo se eu quiser ou não. E quando faço algo de errado (…) se eu não deixar alguém saber que errei, eu sempre terei medo de ser punida. E isso é algo que você acredita quando é criado como Católico. A canção e o álbum surgiram a partir desse mal-estar; minhas orações diretas a Deus são lindas e divinas.

—Madonna falando sobre o álbum Like a Prayer e a faixa-título com Becky Johnston, roteirista da Rolling Stone.
Enquanto Madonna considerava suas alternativas, os produtores Patrick Leonard e Stephen Bray estavam trabalhando em faixas instrumentais e ideias musicais para a sua consideração. Ambos queriam levar seus estilos únicos para o projeto, e desenvolveram melodias completamente diferentes para a faixa homônima do disco. Eventualmente, a cantora sentiu que o trabalho de Leonard era "mais interessante", e começou a trabalhar com ele. Juntos, eles compuseram e produziram a faixa-título, nomeando-a de "Like a Prayer"; esta foi a primeira canção a ser elaborada para o álbum. Depois de conceituar como iria interpor suas ideias com a música, a intérprete compôs a obra em três horas. Ela lembrou-se de sua infância, quando costumava brincar de "pressão católica" com seus irmãos. O jogo envolvia "juntar imagens de objetos de igreja como galhetas, sobrepelizes e hóstias". Esse era o catolicismo deles, uma maneira de aprender liturgia. Assim, o catolicismo e seus objetos ficavam profundamente gravados na mente de Madonna e seus irmãos. A artista descreveu "Like a Prayer" como a música de uma jovem garota apaixonada "tão apaixonada por Deus que é quase como se Ele fosse a figura masculina em sua vida".
No livro Madonna: Like an Icon, de Lucy O'Brien, Madonna explicou sua inspiração para a canção: "Os católicos acreditam na transubstanciação. [Acreditam] que o pão e o vinho não apenas simbolizam o Corpus Mysticum, eles são o Corpus Mysticum. Durante a missa, eles se tornam uma coisa. Não é um ritual; esses objetos possuem poderes transformativos. E cada palavra na oração possui seu significado preciso. Por isso [o título] 'Like a Prayer', ouvir ou ver qualquer um esses objetos me levam a um lugar diferente. O lugar no qual estou feliz. Estou livre". Enquanto escrevia as letras, a intérprete teve a ideia de introduzir palavras litúrgicas, mas mudou o contexto em que elas foram usadas para fazê-las ter um sentido duplo. Ela queria colocar significados superficiais que forjassem sexualidade e religião com letras pop fluentes que parecessem radiofônicas. Entretanto, colocar um significado diferente poderia provocar reações dos ouvintes. Leonard não estava seguro em combinar religião e sexualidade de qualquer maneira. Para o livro Madonna: An Intimate Biography, do biógrafo J. Randy Taraborrelli, ele explicou não ter se sentido confortável com as letras e os significados sexuais presentes nela, dando como exemplo as primeiras linhas do refrão da canção: "Quando você me chama, é como uma oração / Eu estou de joelhos, eu quero te levar lá". O produtor entendeu que o significado sexual dos versos referia-se a alguém praticando a felação. Ele ficou horrorizado e pediu para que Madonna mudasse as letras, mas ela não atendeu o pedido. Em entrevista com a Billboard, Leonard compartilhou seus pensamentos sobre a faixa:
| “ | Creio que teve um ponto quando percebemos que ['Like a Prayer'] seria a faixa título e o single inicial, e que seria uma potência. Ficou óbvio que ela tinha algo único. E que, de alguma forma, nós fizemos isso funcionar: com a parada e o início, um ritmo minimalista e os versos, e os refrões bombásticos, e o coral gigante surge. Isso é ambicioso, entende? | ” |

## Gravação

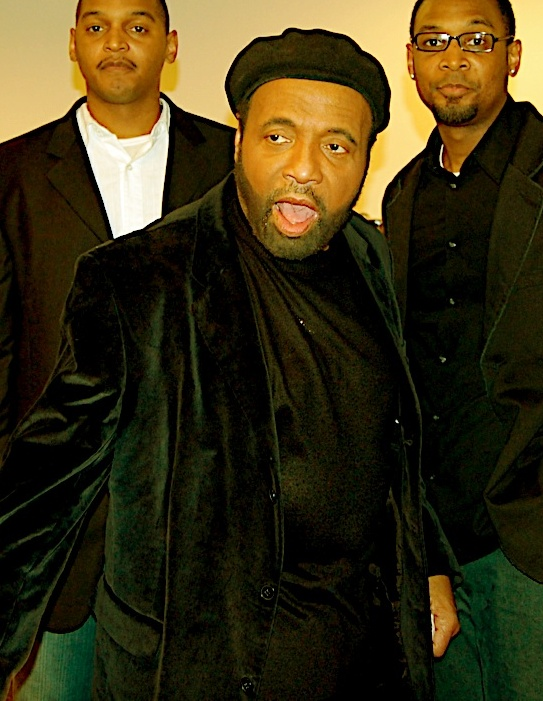
Andraé Crouch (imagem) e seu coral foram contratados para servirem como vocalistas de apoio da canção. Crouch pesquisou a letra da canção para certificar-se de que ela não era contra suas crenças religiosas.

Madonna queria utilizar a música gospel em parte da canção, com praticamente nenhuma instrumentação, apenas o som de um órgão e seu canto. Ela começou a experimentar várias versões da faixa usando apenas seus vocais, com a ponte ainda não composta. Em entrevista ao The Billboard Book of Number 1 Singles, escrito por Fred Bronson, Leonard disse que ele e Madonna decidiram gravar "Like a Prayer" com um coral logo após finalizarem suas letras. Ele queria fazer uma rápida sessão de gravação para a canção, acreditando que não seria necessário muito trabalho para ela. A cantora e o produtor encontraram-se com o músico Andraé Crouch e Roberto Noriega, membro de sua equipe de gestão e um dos vocalistas do coral, e conversaram sobre a ideia de adicionar o coral na faixa; eles posteriormente contrataram o coral de Crouch como vocalistas de apoio. Nos Johnny Yuma Studios, Crouch reuniu seu coral e explicou para os integrantes o que deveria ser feito durante a sessão de gravação. Ele ouviu a demo de "Like a Prayer" em seu carro e regeu o grupo de acordo com suas próprias interpretações da canção. O conjunto foi gravado separadamente, e Leonard queria adicioná-lo durante a fase de pós-produção da composição. Os planos de Leonard, no entanto, não saíram como o esperado. Madonna, que já estava depressiva, teve colapsos no estúdio. Ele lembrou que ela estava em um clima tenso e, em seu pico, eles brigaram no local, discutindo a produção da ponte da música.
A gravação de "Like a Prayer" levou mais tempo do que o habitual, pois Madonna e Leonard "lutaram com unhas e dentes"; de acordo com O'Brien, isto ocorreu porque "Madonna queria provar para todos que sua segunda vez como uma produtora musical não era um acaso". O produtor trabalhou nas mudanças de acordes nos versos e no refrão. Enquanto a artista se recuperava, ele contratou o guitarrista Bruce Gaitsch e o baixista elétrico Guy Pratt como músicos para trabalharem na faixa. O último, por sua vez, contratou alguns bateristas adicionais que deveriam chegar nos Johnny Yuma Studios na manhã seguinte. Entretanto, os profissionais cancelaram a participação de última hora, o que deixou a intérprete bastante irritada, e ela começou a gritar e a xingá-lo na presença de Leonard: "Se esse cara não consegue vir com um baterista, então ele não vai tocar na minha música". Pratt acabou não sendo demitido, mas quando a sessão de gravação começou, ele percebeu que Madonna não o perdoaria facilmente; a artista o chamou em diversas noites para que ele desse sua opinião, e pediu-lhe para ir urgentemente ao estúdio de gravação, apenas para criticá-lo. Enquanto isso, Leonard contratou guitarristas e bateristas como Chester Kamens, David Williams e Dann Huff. Ele comentou que sua escolha foi deliberada, já que era fã do rock britânico, e queria esse tipo de atitude e estranheza dos músicos em "Like a Prayer", bem como em outras músicas do disco. A musicista teve sua própria opinião de como os diferentes instrumentos musicais deveriam ser tocados para obter o som desejado.
Pratt lembrou que após a gravação do meio do refrão da faixa, a cantora noticiou os músicos que faria algumas mudanças na produção. Ela queria que o baterista Jonathan Moffett tocasse "menos chimbau no middle eight, e fizesse mais preenchimento perto do fim. Guy, eu quero semibreves no final, e Chester, toque sua guitarra na segunda estrofe". A equipe seguiu suas instruções mais uma vez, e fez uma última tomada com vocais e outra com os arranjos de cordas. Gaitsch ouviu Madonna dizendo a Leonard que a obra não poderia ser mais aprimorada, e que a gravação havia sido finalizada. Em seguida, o produtor entregou a faixa para Bill Bottrell mixá-la. Conforme a mixagem estava sendo completada, Leonard sentiu que os bongôs e a percussão latina teriam um som incompatível se o coral de Crouch fosse adicionado logo depois; por isso, ele removeu-os. Uma vez que era o líder do coral da Igreja de Deus de Los Angeles, Crouch pesquisou as letras da música, querendo "procurar qual poderia ser a intenção da canção. Nós somos muito particulares em escolher no que trabalhos, e gostamos do que ouvimos". Junior Vasquez remixou a versão de "Like a Prayer" contida no vinil de doze polegadas, tirando o coral e colocando "Let's Go", do produtor Fast Eddie, por cima.

## Capa e lançamento
Madonna escolheu trabalhar com o fotógrafo Herb Ritts para a capa do álbum Like a Prayer. Inicialmente, as fotos das sessões seriam usadas tanto para a capa do disco quanto para a do single. Ela usou um top de chiffon de cor malva com um crucifixo e calças jeans com um cinto hippie frisado. A ideia era não mostrar a cara da artista, com a imagem sendo focada ao redor de seu umbigo. A foto, inicialmente escolhida para servir como capa do single, era uma gravura borrada de Madonna soprando fumaça em seu rosto, enquanto segurava um cigarro em sua mão esquerda. Entretanto, quando começou a filmar o vídeo musical da faixa, ela sentiu que uma das fotografias tiradas dela em um campo era extremamente bonita e decidiu fazer desta a capa do single.
Outra capa foi desenvolvida para o single de doze polegadas, e apresentou uma pintura feita por Christopher Ciccone, irmão da cantora. Ele pintou uma Madonna clássica usando uma aréola e envolta por espinhos com uma única flor desabrochando. A imagem apresenta as letras MLVC em referência ao nome real da artista, Madonna Louise Veronica Ciccone, com uma letra P proeminentemente "caída" perto do coração de Madonna, indicando seu recente divórcio do ator Sean Penn. Ela ficou inicialmente cética sobre a pintura devido ao caos da mídia em relação ao vídeo e não queria usá-la. Entretanto, seu irmão presenteou-a com uma versão física do single, na qual a pintura foi incluída juntamente com o cheiro de patchouli, e ela impressionou-se decidindo utilizá-la. "Like a Prayer" foi lançada em 3 de março de 1989 através das gravadoras Sire e Warner Bros., servindo como a primeira faixa de trabalho do disco homônimo, em sequência ao lançamento de seu vídeo.

## Composição
Em termos musicais, "Like a Prayer" é uma canção pop rock que incorpora elementos da música gospel e do funk. Começa com o som de uma guitarra de rock que é cortado por alguns segundos e substituído por um coral e o som de um órgão. A cantora interpreta as primeiras linhas, "A vida é um mistério / Todos devem ficar sozinhos / Eu ouço você chamar o meu nome / E parece como se eu estivesse em casa", acompanhada por percussão leve, conforme baterias começam a ser tocadas no refrão em um ritmo ruidoso. A percussão e o coral são adicionados intercaladamente entre os versos e a ponte, até o segundo refrão. Nesse ponto, as guitarras começam a ser tocadas lentamente, além de uma linha do baixo sequenciada e borbulhante. Rikky Rooksby, autor de The Complete Guide to the Music of Madonna, comentou que "Like a Prayer" é a faixa mais complexa já lançada por Madonna. De acordo com ele, a complexidade começa a ser mais percebida após o segundo refrão, no qual o coral apoia os vocais de Madonna por completo e ela profere novamente as linhas de abertura, mas dessa vez acompanhada por sintetizadores e batidas de tambor. Conforme ela interpreta "Como uma oração, sua voz pode me levar lá / Como uma musa para mim, você é um mistério", uma voz estilística do R&B a apoia juntamente com o coral. A canção termina com uma repetição do refrão e o canto do coral sumindo gradualmente.
Em sua biografia da artista, intitulada Madonna: An Intimate Biography, Taraborrelli notou que as letras da música consistem em "uma série de anomalias". Com Madonna incluindo duplos sentidos em suas letras, "Like a Prayer" refere-se tanto ao estado espiritual quanto ao sexual. O escritor sentiu que a canção parece religiosa, mas com um tom de tensão sexual. Este feito foi conquistado com a adição do coral gospel, cuja voz aumenta a natureza espiritual da canção, enquanto a guitarra rock a mantém obscura e misteriosa. A autora Lucy O'Brien explicou como as letras da faixa descrevem a musicista recebendo uma vocação de Deus: "Madonna é, sem vergonha nenhuma, a filha de sua mãe — ajoelhando-se sozinha na devoção privada, contemplando o mistério de Deus. Ela canta sobre estar sendo escolhida, ou sendo chamada". Certas passagens das letras também se aludem a Sean Penn e seu casamento com Madonna. Segundo Priya Elan, da NME,  a linha "Como uma musa para mim / Você é um mistério" é um exemplo disso, adequando a descrição de um amante inatingível. De acordo com a partitura publicada pela Alfred Publishing, a obra foi composta na assinatura de tempo comum e situada no tom de ré menor, com um ritmo moderado de 120 batidas por minuto. Os vocais de Madonna abrangem-se entre a baixa oitava de lá maior3 até a alta nota de fá maior5. A composição inicia com uma progressão harmônica formada pelas notas ré menor, dó, ré e sol menor no primeiro refrão, a qual muda-se para as notas ré menor, dó, mi7, si bemol, fá e lá nos versos. A versão presente no disco apresenta um baixo elétrico tocado por Guy Pratt, o qual é duplicado por um sintetizador analógico Minimoog, enquanto a edição do single de sete polegadas possui uma seção de baixo tocada por Randy Jackson. O número também foi remixado por Shep Pettibone para a vertente contida no single de doze polegadas; uma versão reeditada deste remix foi incluída na coletânea musical de Madonna The Immaculate Collection.

## Crítica profissional
| Críticas profissionais      | Críticas profissionais |
| Avaliações da crítica       | Avaliações da crítica  |
| Fonte                       | Avaliação              |
| --------------------------- | ---------------------- |
| Allmusic                    | (positiva)             |
| Entertainment Weekly        | (positiva)             |
| Rolling Stone               | (positiva)             |
| Slant Magazine              | (positiva)             |
| The New York Times          | (positiva)             |
| The Official Charts Company | (positiva)             |

"Like a Prayer" foi aclamada por críticos e biógrafos. Taraborrelli comentou que a faixa "mereceu cada pedaço de curiosidade gerada. Embora seja diabolicamente dançante, a canção também mostra a incrível capacidade de Madonna em inspirar emoções fortes e conflitantes ao longo de uma única música, deixando o ouvinte coçando sua cabeça por respostas — e querendo mais". Escrevendo uma matéria para o The New York Times sobre a reinvenção de imagem da intérprete, Stephen Holden observou como o som da artista mudou do "simples dance-pop estridente ao pop rico e totalmente arredondado de 'Like a Prayer'". O'Brien sentiu que o aspecto mais notável da obra é Madonna fazendo uso de palavras litúrgicas, concluindo: "Há o significado superficial, forjando a sexualidade com letras pop que parecem muito doces. Mas subjacentemente, há uma rigorosa mediação na oração. Em outras palavras, 'Like a Prayer' literalmente leva você lá". Esse pensamento foi partilhado pela biógrafa Mary Cross, que avaliou que a composição é "uma mistura do sagrado e do profano. Aqui jaz o triunfo de Madona com 'Like a Prayer'. Ela ainda soa grudenta e dançante".
Autor de Popular Music in America: And the Beat Goes On, Michael Campbell sentiu que a melodia suave da canção, que "flui em fases suavemente ondulantes", se assemelha à de "Higher Love", de Steve Winwood. O jornalista australiano de música rock Toby Creswell escreveu em seu livro 1001 Songs: The Great Songs of All Time and the Artists, Stories and Secrets Behind Them que "'Like a Prayer' é um número devocional "muito bem trabalhado disfarçado de pop perfeito. Deus é a caixa de ritmos aqui". O acadêmico Georges Claude Guilbert, autor de Madonna as Postmodern Myth: How One Star's Self-Construction Rewrites Sex, Gender, Hollywood and the American Dream, notou que havia uma polissemia no single já que era claro que Madonna poderia estar falando tanto de Deus ou de seu amante e, ao fazer isso, ela "conquista o cartão dourado de alcançar sua própria divindade. Sempre que alguém a chama, isso faz alusão à canção". O teólogo Andrew Greeley comparou a obra à música e os hinos presentes no livro religioso hebraico Cântico dos Cânticos. Embora tenha se concentrado mais no vídeo, Greeley reconheceu o fato de que a paixão sexual pode ser reveladora, e prezou a estadunidense por glorificar ideologias da subjetividade feminina e da feminilidade na faixa.
Stephen Thomas Erlewine, do portal Allmusic, adjetivou a canção de "assombradora" e sentiu que ela exibiu um sentido de comando da habilidade de Madonna como compositora. Em análise do álbum para a Rolling Stone, Gavin Edwards escreveu que "Like a Prayer" possui um som glorioso e é a música "mais transgressiva — e mais irresistível" da carreira da artista. Jim Farber, da Entertainment Weekly, comentou que a faixa "infundida pelo gospel demonstra que a composição e a performance de Madonna foram levadas à novas alturas celestiais". Avaliando The Immaculate Collection, seu colega David Browne sentiu que a textura "espumosa" do single acrescentou pungência às suas letras espirituais. Sal Cinquemani, da Slant Magazine, impressionou-se com o tema e declarou: "'Like a Prayer' sobe às alturas como nenhuma outra canção pop lançada antes — ou depois dela. Assim como muitas outras do álbum, a sua produção brilhante dá lugar a um poder além dos sons de estúdio, e não é mera coincidência se sua reverência como a de corais parece uma experiência religiosa". Justin Myers, da The Official Charts Company, chamou o tema de uma simples canção de amor e prezou seus vários ganchos e seu conteúdo lírico. Ele acreditou que o número tinha potencial para ser bem sucedido mesmo sem seu polêmico vídeo musical.

## Vídeo musical

### Desenvolvimento

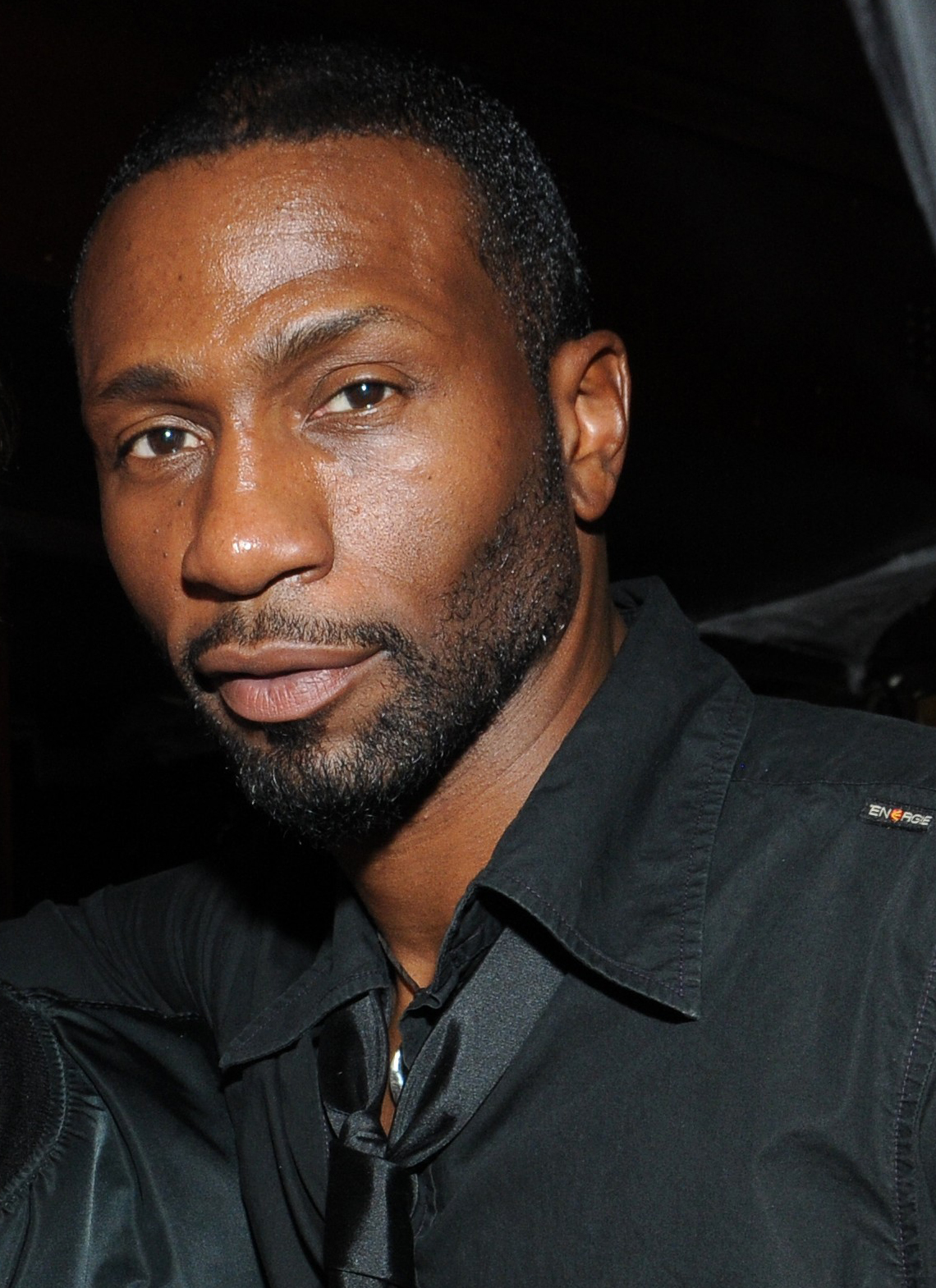
O ator Leon Robinson (imagem) interpretou um santo inspirado por Martinho de Porres, santo padroeiro de pessoas mestiças.

O vídeo musical de "Like a Prayer" foi dirigido por Mary Lambert, com quem Madonna havia trabalhado anteriormente em gravações como as de "Like a Virgin" e "La isla bonita", e filmado nos Raleigh Studios em Hollywood, Califórnia, e nos San Pedro Hills em San Pedro, Califórnia. A cantora queria que o projeto fosse mais provocante do que qualquer coisa já feita por ela, pois, segundo a própria, ela "sempre tentava se melhorar". Já tendo falado sobre a gravidez na adolescência com o vídeo de "Papa Don't Preach", a musicista quis abordar o racismo no de "Like a Prayer" com um casal mestiço sendo baleado por pertencentes ao movimento Ku Klux Klan. Entretanto, após maiores pensamentos, decidiu retratar outro tema provocante para combinar com as conotações religiosas da canção. Quando gravou a música, a artista tocava-a repetidas vezes, e tentava ver qual tipo de senso ou fantasia visual lhe causaria. Em entrevista com Fred Bronson, da Billboard, ela interpretou a gravação da seguinte forma:
| “ | É a história de uma garota que estava loucamente apaixonada por um homem negro, retratada no sul, com esse caso de amor inter-racial proibido. E o cara pelo qual ela está apaixonado canta em um coral. Ela está obcecada por ele e vai para a igreja o tempo todo. E isso se transformou em uma história maior, que era sobre o racismo e a intolerância. (…) Logo depois, Mary Lambert se envolveu, e surgiu com uma história que incorporou mais simbolismo religioso do que eu havia colocado na canção. | ” |

Lambert tinha um aspecto visual diferente da canção em sua mente. Ela sentiu que se tratava mais de êxtase, especialmente um sexual, e como este era relacionado ao religioso. A diretora ouviu a obra várias vezes com Madonna e concluiu que a parte do êxtase religioso deveria ser incluída no vídeo. A musicista, por sua vez, lhe disse que gostaria de colocar no projeto uma cena na qual estaria fazendo amor em um altar. Lambert também decidiu incluir um subenredo no qual a intérprete serve como testemunha de um assassinato, o qual se tornaria o fator desencadeante na parte do êxtase presente na sinopse principal. O ator Leon Robinson foi contratado para fazer o papel de um santo, inspirado por Martinho de Porres — o santo padroeiro de pessoas mestiças e de todas aquelas que procuram por harmonia inter-racial. Ele disse: "Foi a minha primeira experiência em um vídeo e tive a chance de fazê-lo com duas pessoas que gosto bastante — Mary Lambert e Madonna".
O vídeo foi filmado por quatro dias, com um dia extra sendo usado para re-filmar algumas das sequências. Originalmente, Lambert e outros membros de sua equipe decidiram que uma estátua de Robinson seria melhor, e criaram moldes do rosto, das mãos e dos pés do ato para conceber o objeto. O plano era fazer ele participar apenas das cenas ao vivo e ter a estátua apenas como decoração. Entretanto, após o início da pré-produção, os profissionais acharam que a estátua não se parecia com Leon, e ele teve de re-filmar suas cenas com a estátua pessoalmente. O desafio era assegurar-se de que a estátua se parecesse com ele e ao mesmo tempo não parecesse que estava viva — principalmente na cena do choro. Leon precisou ficar imóvel durante extensos períodos de filmagens e refilmagens. O ator lembrou que ficar de pé como uma estátua foi difícil, pois "em primeiro lugar, eu não percebi o quão difícil é ficar absolutamente alto e reto e não se mexer. Em segundo lugar, como ator, você tem essa energia nervosa — e minhas necessidades aqui eram a antítese total disso".

### Sinopse

Cena considerada a mais polêmica do vídeo, na qual Madonna dança na frente de cruzes em chamas estilísticas do movimento Ku Klux Klan.

O vídeo, com duração superior a cinco minutos, começa com uma jovem, interpretada por Madonna, sendo vista correndo em uma rua. Ela testemunha o assassinato de uma jovem mulher, mas está com medo de se envolver devido à possibilidade de se machucar. Um rapaz negro caminhando pelo local nota o incidente e decide ajudar a moça, mas a polícia chega e o prende. Conforme os policiais o levam, a cantora olha para cima e vê um dos membros da gangue responsável por assassinar a garota; ele troca olhares ameaçadores com a cantora e sai do local. Ela corre, sem saber para onde está indo, até que vê uma igreja. A musicista entra no local e vê um santo enjaulado muito parecido com o homem negro que viu na rua. Conforme a canção começa,  Madonna faz uma oração na frente do santo para que ele a ajude a tomar a decisão correta. O santo aparenta estar chorando, mas a garota não tem certeza de seu julgamento e ainda está com medo.
Madonna se deita em um dos bancos da igreja e começa a sonhar que está levitando no céu com ninguém tentando interromper sua queda. De repente, uma mulher, representando o poder e a força, a agarra. A mulher avisa para a artista que ela deve fazer o que é certo e a envia de volta para o céu. Ainda sonhando, a cantora volta a ver o santo, que se transforma no rapaz negro visto anteriormente. Ele beija sua testa e deixa a igreja conforme a intérprete pega uma pequena espada e corta suas mãos, que começam a sangrar. Quando o refrão começa, a cena muda para Madonna sendo vista cantando e dançando freneticamente na frente de cruzes em chamas. Nesse meio tempo, um coral de igreja canta ao redor da estadunidense, que atinge uma satisfação sexual entrelaçada com seu amor por Deus. Ela entende que nada acontecerá se não fazer o que acredita ser correto. A musicista acorda, vai para a cadeia e diz ao policial que o homem negro é inocente; ele é consequentemente solto. O vídeo termina com Madonna dançando na frente das cruzes em chamas e, em seguida, todos envolvidos na história se curvam conforme cortinas descem no cenário.

### Comercial da Pepsi
Eu considero um desafio fazer um comercial que tem um tipo de valor artístico. Eu gosto do desafio de misturar a arte e o comércio. Na minha opinião, fazer um vídeo também é fazer um comercial. O [anúncio] da Pepsi é um jeito diferente e grande de expor a música. As gravadoras não têm tanto dinheiro para financiar esse tipo de publicidade.

—Madonna explicando sua decisão de fazer o comercial.
Em janeiro de 1989, enquanto o vídeo musical de "Like a Prayer" ainda estava sendo filmado, a Pepsi-Cola anunciou que havia feito um contrato com Madonna no valor de 5 milhões de dólares para usar a artista e a canção em um comercial televisivo da empresa. Com o acordo, a Pepsi também serviria como patrocinadora da turnê seguinte da cantora. Na época, o negócio foi percebido como algo concebivelmente bom para ambas as partes. A estadunidense usaria o comercial para lançar a faixa mundialmente antes mesmo de seu lançamento — primeira vez que algo do tipo estava sendo feito na indústria musical —, criando, assim, grande divulgação para o single e seu futuro disco. A Pepsi, por outro lado, teria seus produtos associados com a intérprete — que já era descrita pela mídia como a maior estrela pop feminina —, criando promoção para o refrigerante. De acordo com Alan Pottasch, chefe de publicidade da corporação, "a compra da mídia global e a estreia sem precedentes desse single bastante aguardado colocará a Pepsi em primeiro lugar nas mentes dos consumidores Mostrar nossos produtos juntamente com celebridades de escala global em anúncios criativos sempre foi uma grande parte de nossa estratégia". Entretanto, problemas se iniciaram durante a filmagem do comercial, quando Madonna recusou-se a usar a marca da Pepsi. Ela convenceu executivos da empresa a não fazê-la segurar uma lata do refrigerante em sua mão: "Do jeito que está, a música será tocada no fundo, e a lata de Pepsi é posicionada muito subliminarmente. A câmera fica plana [no anúncio], então não é um comercial [que atrairá] grandes vendas". A cantora também recusou-se a dançar durante o comercial, mas concordou após o diretor Joe Pytka apresentá-la ao coreógrafo Vince Paterson, que trabalhou diversas vezes com Michael Jackson. Peterson e Madonna continuaram sua relação profissional por vários anos. A Pepsi começou a campanha promocional em 22 de fevereiro de 1989, quando transmitiu um caro comercial durante a exibição global dos Grammy Awards de 1989, anunciando a chegada do anúncio com Madonna. Este foi lançado durante a sitcom da NBC The Cosby Show.
Intitulado "Make a Wish" ("Faça um desejo"), o comercial de dois minutos teve como tema principal retratar Madonna fazendo uma viagem especial no tempo especial para rever suas memórias de infância. Inicia-se com ela assistindo a um vídeo de sua festa de aniversário quando criança. Conforme começa a lembrar do evento, a cantora troca de lugar com sua versão infantil. A jovem Madonna vagueia sem rumo pelo quarto da Madonna adulta, enquanto esta dança com seus amigos de infância em uma rua e dentro de um bar. Mais tarde, ela visita sua escola e dança em meio ao seus colegas de turma, com a versão jovem tomando Pepsi e olhando um pôster de si mesma quando adulta. O comercial continua conforme a musicista dança dentro de uma igreja, cercada por um coral e sua versão infantil descobrindo sua velha boneca. Ao passo em que as vidas de cada uma voltam ao normal, a versão adulta da artista olha para a televisão e diz: "Vá em frente, faça um desejo". Ambas as retratações de Madonna levantam suas latas de Pepsi uma para a outra, e a jovem assopra as velas de seu bolo de aniversário. Cerca de 250 milhões de pessoas ao redor do mundo viram o comercial, que foi dirigido por Pytka. Todd Mackenzie, porta-voz da Pepsi-Cola, disse que o anúncio foi planejado para ser transmitido simultaneamente na Europa, na Ásia, na Austrália e na América do Norte, acrescentando que "praticamente todos os televisores do planeta vão ter o comercial". Uma versão editada do comercial, de apenas 30 segundos, foi planejada para ser exibida durante o verão. Bob Garfield, da revista Advertising Age, observou que "da Turquia e de El Salvador até qualquer cidade dos Estados Unidos, cerca de 500 milhões de olhos [estavam] grudados na tela". Leslie Savan, do The Village Voice, notou que o comercial qualificou-se como um "hino às capacidades globais da era das reproduções eletrônicas; ele celebra as ambições panculturais do refrigerante popular e da estrela pop".

### Recepção e protestos

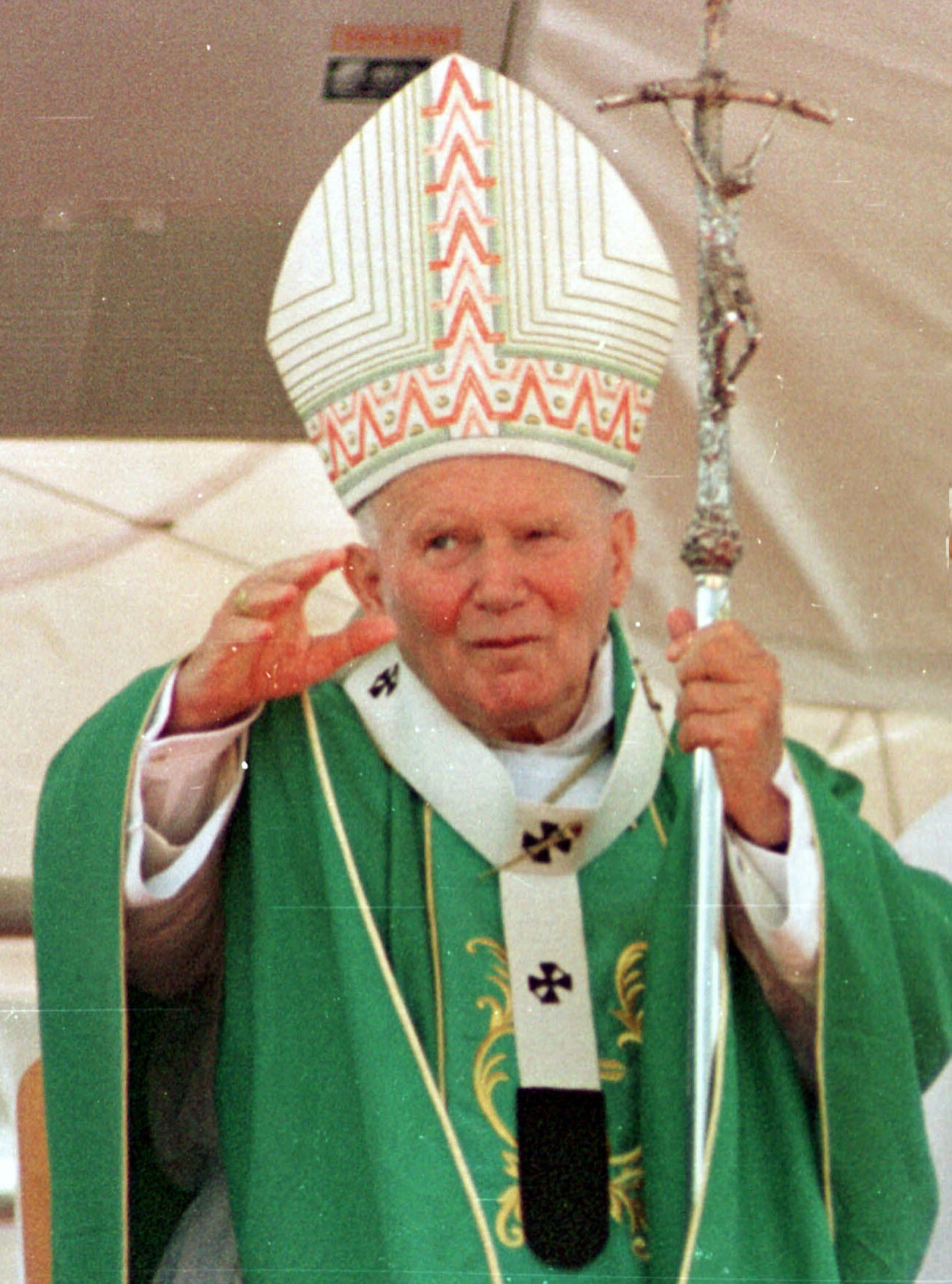
O comercial da Pepsi no qual "Like a Prayer" foi usada causou uma série de protestos contra a empresa ao redor do mundo, levando o Papa João Paulo II (imagem) a pedir a proibição de qualquer aparição da cantora Madonna na Itália.

Um dia após a estreia do comercial da Pepsi, a cantora lançou a gravação audiovisual de "Like a Prayer" na MTV. Taraborrelli observou que, no vídeo, "Madonna dançou com tamanha abundância como se soubesse que estava prestes a causar uma comoção, e não podia esperar para ver o que iria acontecer". Ela chocou executivos da Pepsi e a mídia — que teve opiniões diversificadas — com o vídeo. A MTV considerou-o "o mais controverso de Madonna". Entre críticos musicais, Phil Kloer, do Record-Journal, sentiu que se alguém condenar o vídeo como racista ou não, ele "é abertamente condenável porque explora um símbolo do mal [as cruzes em chamas do Ku Klux Klan] para vender discos". Escrevendo para o The Daily Schenectady Gazette, Jamie Portman notou que "o vídeo é vulnerável à acusação de ser descaradamente provocante em sua mistura calculada de sexo e religião". David Rosenthal, do The Spokesman-Review, comparou o projeto à livros de Herman Hesse e explicou: "Eu não entendia [Hesse] no primeiro ano, e não acho que posso entendê-la agora. A diferença é que você pode dançar ao som de Madonna. (…) O vídeo é visualmente deslumbrante e quase tão cativante como uma música pop que você sempre vai querer ouvir". Edna Gundersen, do USA Today, não entendeu o caos da mídia em relação ao trabalho. Ela argumentou que "Madonna é uma garota boa no vídeo. Ela salva alguém. Qual é a grande coisa por trás disso?". Chris Willman, do Los Angeles Times, elogiou o produto por seu retrato de uma canção de amor, em vez de blasfêmia. Ele interessou-se pelo estigma apresentado nele.
Grupos religiosos ao redor do mundo protestaram contra o vídeo, dizendo que ele continha uso blasfemo da imagem cristã. Eles pediram um boicote nacional da Pepsi e das subsidiárias da PepsiCo, incluindo suas cadeias de fast-food Kentucky Fried Chicken, Taco Bell e Pizza Hut. Inicialmente, a corporação decidiu continuar transmitindo o comercial, porém surpreendeu-se com os protestos. Enquanto executivos da empresa explicaram as diferenças entre seus métodos de campanha e as opiniões artísticas de Madonna na gravação, o Papa João Paulo II se envolveu na polêmica, pedindo a proibição de qualquer aparição da cantora na Itália. Protestos de uma pequena organização católica no país levaram a televisão local RAI e a WEA, represente italiana da gravadora de Madonna, a não transmitirem o vídeo no território. Liz Rosenberg, porta-voz da Warner Bros. Records nos Estados Unidos, disse que esse não era o caso e que o projeto já havia sido mostrado para redes televisivas italianas, que não encontraram nenhum motivo para não transmiti-lo. De acordo com Rosenberg, o vídeo começaria a ser exibido na Itália dentro de duas semanas. Nesse meio tempo, a Pepsi, com medo de que a ideia de gerar lucro resultasse em um prejuízo maior, cedeu à pressão internacional. Ela cancelou a campanha com Madonna dois dias após seu lançamento e anunciou que não patrocinaria mais a turnê da musicista para a promoção de Like a Prayer. De acordo com Taraborrelli, a Pepsi estava tão ansiosa em livrar-se do acordo que permitiu Madonna de ficar com os 5 milhões de dólares recebidos antecipadamente pelo comercial.
Nos MTV Video Music Awards de 1989, o vídeo foi indicado nas categorias de Viewer's Choice e Video of the Year, vencendo a primeira. Ironicamente, esta edição da premiação foi patrocinada pela Pepsi, e quando Madonna subiu ao palco para receber o troféu, ela declarou: "Acho que isso significa mais para vocês do que para mim... Eu gostaria muito de agradecer a Pepsi por causar tanta controvérsia". Em uma lista elaborada pela MTV em 2005 que compilou os cem melhores vídeos que quebraram as regras, o de "Like a Prayer" foi selecionado como o melhor; três anos depois, em comemoração aos 25 anos do canal, espectadores o votaram como o mais inovador de todos os tempos. Além disso, foi eleito pela Rolling Stone o vigésimo melhor da história, com o VH1 o elegendo o segundo melhor — apenas atrás de "Thriller", de Michael Jackson. O canal Fuse nomeou-o como um dos dez melhores vídeos que abalaram o mundo. Em uma enquete feita pela Billboard em 2011, a gravação foi eleita a segunda melhor da década de 1980, apenas atrás da supracitada de "Thriller". Outra enquete desenvolvida pela revista apontou o vídeo como o segundo melhor de Madonna, atrás de "Vogue", com Jessica Letkemann descrevendo-o como "inesquecível". Em uma lista semelhante, Rolling Stone elegeu o vídeo como o quarto melhor dentre vinte selecionados da videografia da cantora.

### Temas e análises

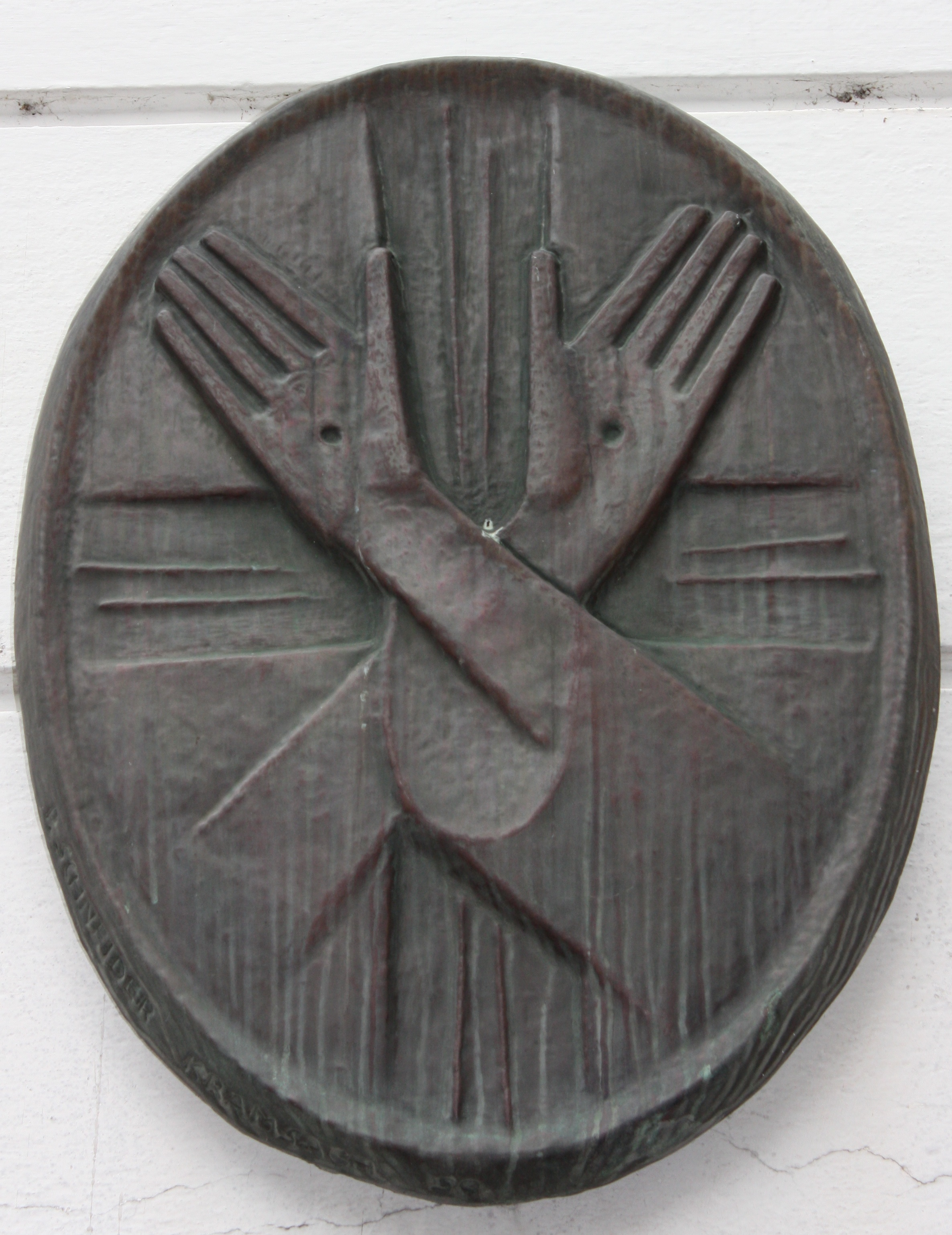
A cena na qual Madonna corta sua mão com uma pequena espada foi descrita por estudiosos como uma representação do estigma.

Estudiosos e acadêmicos fizeram diferentes interpretações do vídeo musical; críticos também ficaram semelhantemente divididos, tanto em seu conteúdo quanto nos seus pontos de vista em relação a ele. Allen Metz, um dos autores de The Madonna Companion: Two Decades of Commentary, sentiu que os trocadilhos, as reversões e a circularidade do vídeo, combinados com as letras, eram estonteantes. Ele e Carol Benson, co-escritora do livro, notaram que, quando Madonna entra na igreja, logo no início da gravação, a linha "Eu ouço você chamar o meu nome / E parece que estou em casa" é ouvida. Benson explicou que um dos grandes temas que surgiram nesta parte é a contínua fascinação da cantora pela cultura espanhola, iniciada em seus vídeos musicais anteriores. As mulheres do East Harlem espanhol em Nova Iorque chamam suas igrejas como la casa di momma. A esse respeito, Madonna alude-se a si mesma como sendo do Harlem, mas também refere-se ao seu próprio nome como o retorno divino à igreja. Benson descreveu esta cena como "Madonna sendo ambas mãe e filho, ambos interventor divino e suplicante terreno". Nicholas B. Dirks, autor de Culture/power/history: a reader in contemporary social theory, explicou que a cena na qual a intérprete tem um sonho é o ponto mais importante da narrativa, por significar que ela "não está realmente se colocando no lugar do redentor, mas se imaginando como um".
Santiago Fouz-Hernández escreveu em seu livro Madonna's Drowned Worlds que a mulher que captura Madonna em seu sonho é um símbolo para a divindade. Ela ajuda a cantora ao longo do vídeo para que esta tome a decisão correta. Fouz-Hernández também notou que a semelhança entre a artista e esta mulher divina, em termos de vestimenta, cabelos, etc., indicou que esta era a divindade interior de Madonna a resgatando. Assim, o vídeo ajudou novamente a consolidá-la como um ser divino. Após o santo negro ganhar vida e sair da igreja, a musicista pega uma pequena espada e acidentalmente corta suas mãos. O estudioso Robert McQueen Grant explicou que a ação era uma representação de estigma que fez a intérprete desempenhar um papel importante na narrativa de redenção. Sendo o estigma um sinal do contato com Deus, Grant acreditou que esta tomada retratou uma reciprocidade entre o adorador e o divino. Durante o segundo refrão, conforme a cena do crime é mostrada detalhadamente, uma identificação é estabilizada entre a estadunidense a vítima. Freya Jarman-Ivens, co-autora com Fouz-Hernández, notou que a mulher implora por ajuda quando Madonna canta o verso "Quando você me chama, é como uma pequena oração". Entretanto, ela não faz nada para ajudar a moça, retratando uma falha de divindade para curar ou salvar. De acordo com ela, o olhar entre o integrante da gangue e Madonna também define uma cumplicidade e um paralelo de "Homens brancos estupram/matam mulheres, homens brancos culpam homens negros; mulheres são estupradas/assassinadas por estarem nas ruas à noite, e homens negros são, no entanto, levados para a cadeia".
Enquanto canta o verso intermediado em meio a um campo de cruzes em chamas, Madonna evoca a cena de assassinato de três trabalhadores civis presente no filme Mississippi Burning (1988). Metz adicionou que, juntamente com esta cena, quando a cantora dança com o coral no altar da igreja, um garoto negro do grupo surge e dança com ela. Esta cena referiu-se à única pessoa que protestou contra os assassinos do Ku Klux Klan em Missippi Burning — um homem negro. Metz acreditou que isso era um simbolismo de como seu protesto foi transferido em Madonna. O coral a leva para dentro da igreja, que é seguido por uma cena erótica entre ela e o santo. Benson explicou que esta sequência "está levando o espectador a uma única conclusão através de suas numerosas cenas intercaladas de cruzes em chamas, do rosto chocado de Madonna, do sangramento do olho do santo, etc., de que homens negros foram martirizados por beijar mulheres brancas ou até mesmo querê-las". Grant acreditou que esta cena é onde a mensagem de igualdade racial do vídeo se torna a coisa mais comovente nele. Por outro lado, quando a cortina cai e a cena muda para uma Madonna sorridente no meio das cruzes em chamas, o professor Maury Dean sentiu que outra explicação é inevitável: "Madonna aqui retrata uma heroína bem sucedida e, assim, o vídeo todo trata, na realidade, sobre a capacitação feminina".

## Apresentações ao vivo

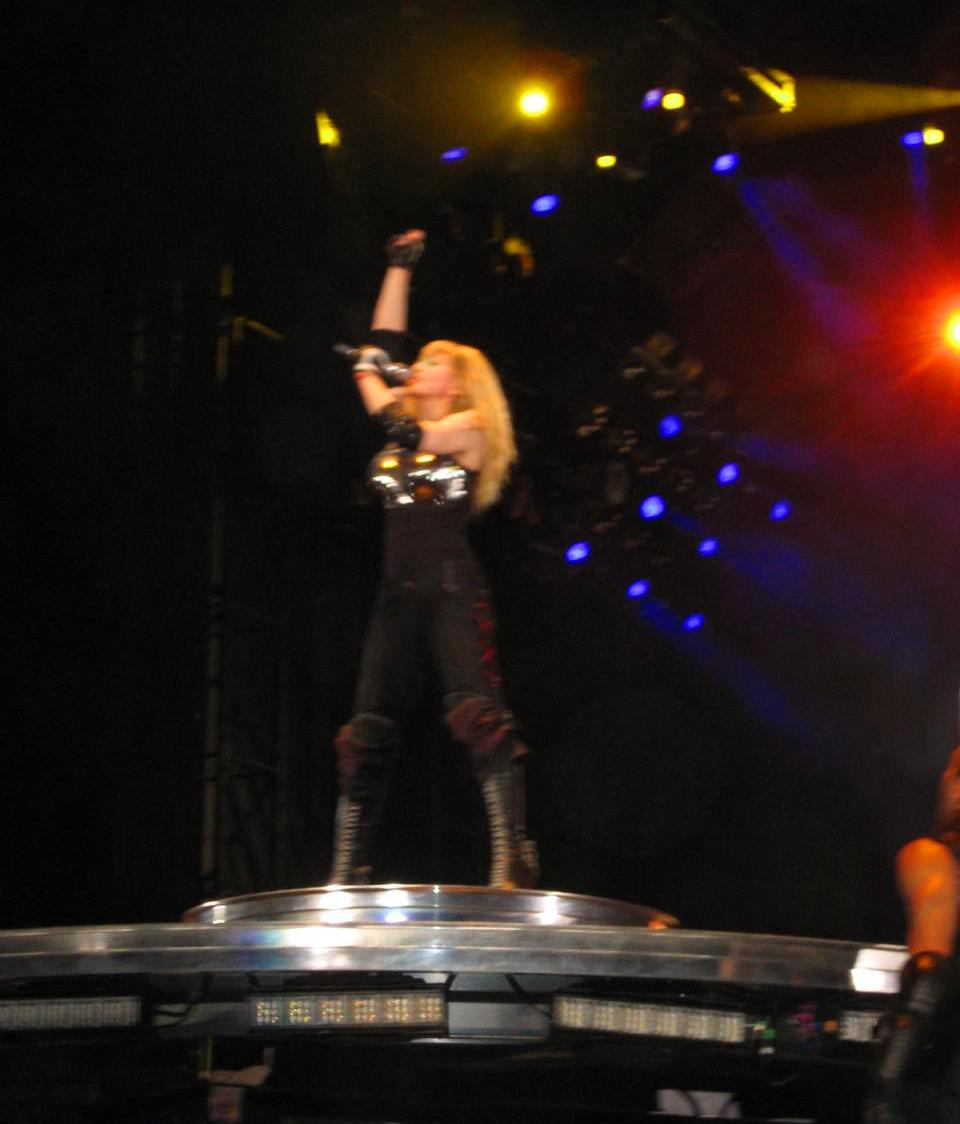
Madonna interpretando "Like a Prayer" na Sticky & Sweet Tour (2008-09).

A primeira apresentação ao vivo de "Like a Prayer" ocorreu na Blond Ambition World Tour (1990), em apoio a Like a Prayer, sendo incluída no segundo bloco, intitulado Religious, sucedendo "Like a Virgin". Madonna iniciou a performance proferindo a palavra "Deus?" ("God?") de repente, conforme o local ficava silencioso. Em seguida, ela começou a interpretar a música, usando um vestido semelhante a um cruzamento entre a vestimenta de uma viúva mediterrânea e roupas vocativas de cleros. Uma cama de veludo vermelho, que esteve presente na performance anterior, foi substituída por centenas de velas acesas. No começo da canção, a musicista se ajoelhou na frente do palco, enquanto suas vocalistas de apoio gritavam as palavras "Oh meu Deus" ("Oh my God") diversas vezes. Madonna eventualmente removeu um lenço de sua cabeça para mostrar um grande crucifixo pendurado em seu pescoço, e depois se levantou e cantou a faixa, enquanto seus dançarinos giravam ao seu redor. A interpretação terminou com a artista e seus dançarinos orando para Deus. Duas apresentações diferentes foram filmadas e lançadas comercialmente: Blond Ambition - Japan Tour 90, gravada em 27 de abril de 1990 em Yokohama, Japão, e Live! - Blond Ambition World Tour 90, registrada em 5 de agosto seguinte na cidade de Nice, França. Em análise do último vídeo, Ty Burr, da Entertainment Weekly, prezou as "produções de danças de ginástica em canções como 'Where's the Party' e 'Like a Prayer'", chamando-as de "surpreendentes".
Em 2003, Madonna lançou seu nono álbum de estúdio American Life. Enquanto fazia uma série de apresentações em promoção ao disco, ela cantou "Like a Prayer", com a porção do coral sendo substituída por sons de violão. A obra também foi incluída na turnê Re-Invention World Tour, feita no ano seguinte. A apresentação começou com a musicista gritando: "Vamos começar a festa", conforme imagens em formato circular apareceram ao fundo. A canção recebeu um tratamento gospel e membros da plateia foram convidados a cantá-la, preenchendo a parte do coral. A vocalista de apoio Siedah Garrett cantou os versos intermediados, à medida em que foram exibidas nos telões várias palavras em hebraico, indicando os 72 nomes de Deus. Jim Farber, da publicação New York, elogiou os vocais da artista durante a performance, a qual foi incluída no álbum ao vivo da digressão, intitulado I'm Going to Tell You a Secret (2006). Uma versão similar da composição foi interpretada pela cantora durante o concerto beneficente Live 8, feito em julho de 2005 no Hyde Park, em Londres. Ela usou roupas brancas para o evento, e foi apoiada por uma banda com figurinos de cor semelhante e um coral, apresentando-a ao lado de Birhan Woldu, uma mulher etíope que, quando era uma criança desnutrida, havia aparecido em algumas das imagens da carestia de 1984-1985 na Etiópia transmitidas no Live Aid, evento beneficente feito vinte anos antes. Roger Friedman, do Fox News Channel, deu uma crítica positiva para a interpretação, descrevendo a voz de Madonna como "rica, flexível e perfeita". Jill Lawless, do Chicago Tribune, por outro lado, achou sua entrega vocal pouco inspiradora e "catártica".
Uma versão dance da canção, misturada com fragmentos de "Feels like Home", dos DJs Meck e Dino, foi incluída no repertório da Sticky & Sweet Tour (2008–09) como parte do bloco Rave. A linha "Parece que estou em casa" de "Like a Prayer" foi substituída pelo verso semelhante da faixa dos DJs. No segmento, Madonna usou uma couraça e uma peruca curta. Ela dançou energeticamente ao redor de todo o palco, enquanto a vocalista de apoio Nicki Richards fornecia vocais durante o solo intermediado. Os telões exibiram mensagens de igualdade de religiões, com símbolos e textos de diferentes escrituras brilhando, incluindo citações da Bíblia, do Alcorão, do Torá e do Talmude. A performance terminou com a linha "Todos viemos da luz e para ela vamos retornar" sendo proferida, conforme uma tela circular cobriu Madonna para iniciar a canção seguinte, "Ray of Light". Helen Brown, do The Daily Telegraph, selecionou a apresentação como um dos destaques da turnê, enquanto Joey Guerra, do Houston Chronicle, comparou a subida da estadunidense em uma plataforma com a de um super-herói. A interpretação foi incluída em ambos lançamentos em CD e DVD homônimos da turnê, gravados nos shows de 7 e 8 de dezembro de 2008 no River Plate Stadium em Buenos Aires, Argentina. Em janeiro de 2010, Madonna fez uma versão acústica de "Like a Prayer" para o concerto beneficente Hope for Haiti Now: A Global Benefit for Earthquake Relief, transmitido mundialmente em 23 daquele mês. Jon Caramanica, do The New York Times, comentou: "Por 20 anos, essa música tem sido o símbolo de um dos períodos mais tumultuosos e polêmicos na vida de Madonna. Mas, durante cinco minutos da noite de hoje, foi puro, à serviço de algo maior do que a cantora".

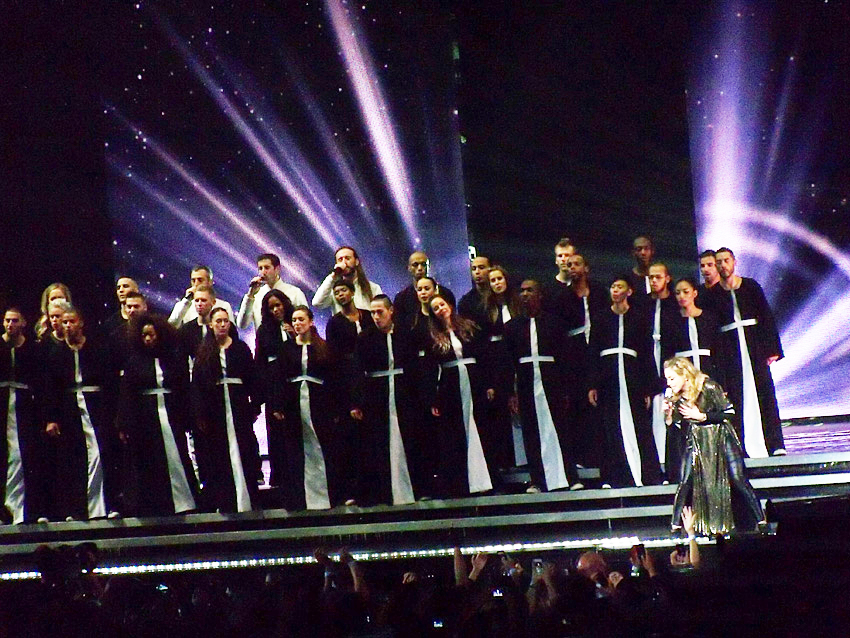
Madonna cantando "Like a Prayer" na The MDNA Tour (2012).

No show do intervalo do Super Bowl XLVI, feito em 5 de fevereiro de 2012 no Lucas Oil Stadium, em Indianapolis, Indiana, a performance de "Like a Prayer" contou com uma corrente de Sharpys dourados, evocando raios solares, e foi iniciada com o estádio escurecido e pequenas manchas de luz sendo visíveis, e um grande coral vestido de preto acompanhando a cantora no palco. Madonna alcançou o topo das arquibancadas e interpretou a linha final antes de ser puxada para baixo do palco cercada por fumaça. A apresentação terminou com as palavras "Paz mundial" ("World peace") sendo projetadas no gramado com uma imagem dos continentes. Para a The MDNA Tour do mesmo ano, Madonna fez uma versão gospel modernizada da música, incluindo-a como a penúltima do repertório e incorporando elementos de "De Treville-n Azken Hitzak". Esta edição apresentou ela e 36 de seus vocalistas de apoio, os quais desempenharam o papel de um coral e usaram vestimentas de igreja, cantando a faixa energeticamente enquanto imagens de uma igreja gótica e palavras em hebraico apareceram ao fundo. Críticos avaliaram a performance de forma predominantemente positiva, considerando-a um dos destaques do show. Jim Harrington, do The Oakland Tribune, deu uma análise negativa do concerto como um todo, mas declarou que "não foi até as últimas duas canções — 'Like a Prayer' e 'Celebration' — que a apresentação toda finalmente se acendeu". Timothy Finn, do The Kansas City Star, ficou particularmente impressionado com o coral de apoio, dizendo que este o foi o melhor uso de um "desde 'I Want to Know What Love Is', de Foreigner". As interpretações da canção feitas nos espetáculos de 19 e 20 de novembro de 2012 na American Airlines Arena, em Miami, foram gravadas e lançadas no álbum ao vivo MDNA World Tour (2013).
Em 27 de outubro de 2015, durante o show feito em Inglewood, Califórnia como parte da Rebel Heart Tour, Madonna cantou "Like a Prayer" na turnê pela primeira vez. A apresentação começou com ela tocando violão antes de pedir para o que público cantasse junto. A obra também foi interpretada no concerto feito em 14 do mês seguinte em Estocolmo, Suécia, cuja performance foi dedicada às vítimas dos ataques terroristas ocorridos no dia anterior em Paris, França. Em maio de 2019, Madonna cantou "Like a Prayer" e "Future", uma colaboração com o rapper Quavo presente em seu décimo quarto álbum de estúdio Madame X, em Tel Aviv, Israel, durante as finais do Eurovision Song Contest 2019; a cantora surgiu no topo de uma escadaria alta cercada por dançarinos encapuzados em trajes de monge, e usava uma roupa que consistia em uma treliça prateada com suspensórios pendurados, botas na altura da coxa, um espartilho metálico, capa preta e um tapa-olho preto enfeitado com joias. Na Madame X Tour, ela se apresentou de forma "simples", com acompanhamento de percussão e coral. Para Peter Piatkowski, do PopMatters, a natureza "despojada" do arranjo destacou a composição e a estrutura da música. Em outubro de 2021, durante a promoção do documentário Madame X, Madonna fez uma apresentação surpresa no Harlem cantando "Dark Ballet", "Sodade" e "La Isla Bonita", no The Red Rooster, e posteriormente caminhou pelas ruas cantando "Like a Prayer" em frente à Igreja Episcopal de Santo André.

## Regravações

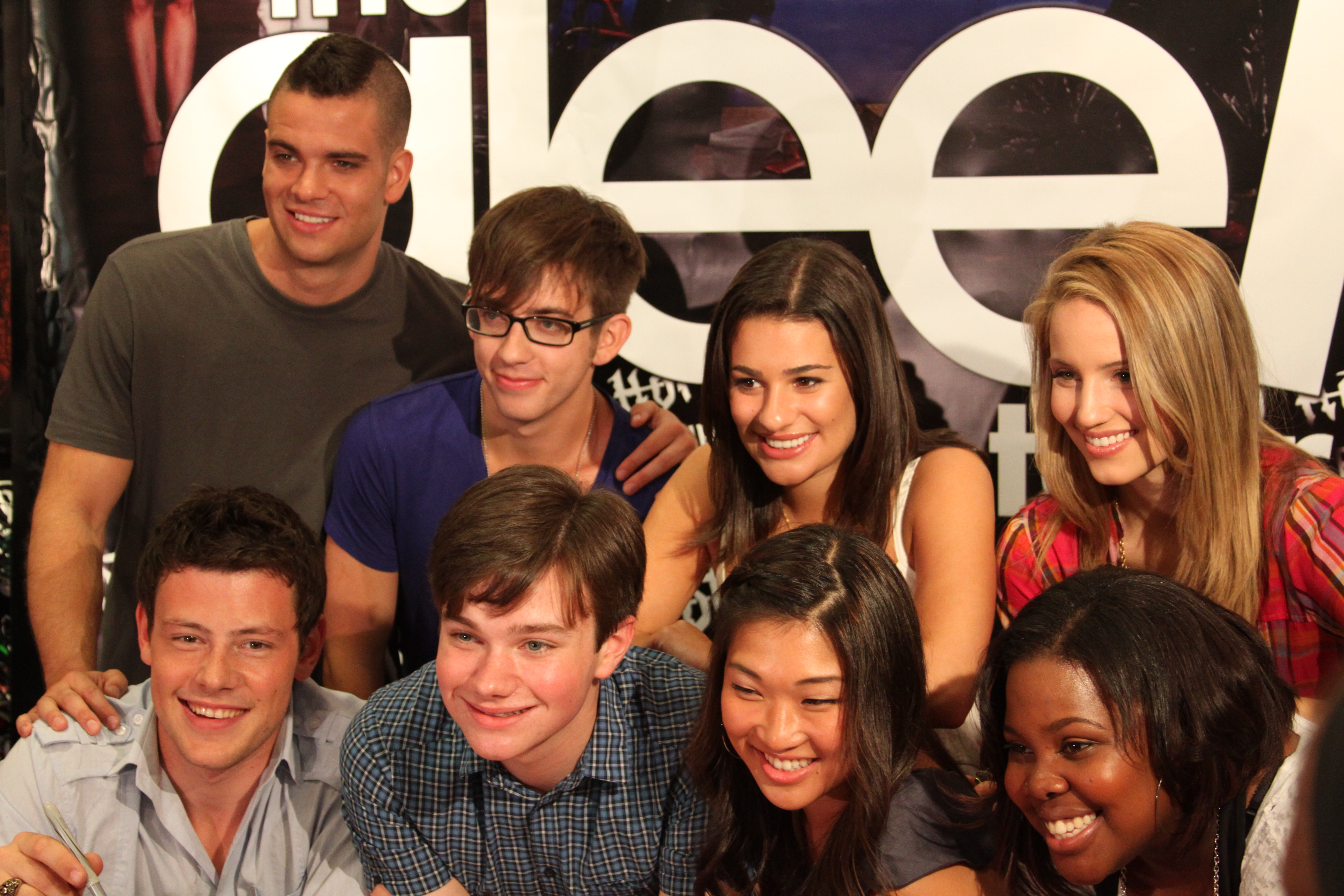
A regravação de "Like a Prayer" feita pelo elenco da série Glee (imagem) entrou na 27.ª posição da Billboard Hot 100, constatando também no décimo posto da Digital Songs com 87 mil downloads digitais registrados.

Uma das primeiras regravações de "Like a Prayer" foi feita pelo cantor e compositor folk John Wesley Harding para seu extended play (EP) God Made Me Do It: The Christmas EP (1989), a qual foi selecionada pelo Allmusic como um dos destaques do projeto. Os volumes 1 e 2 da compilação Virgin Voices: A Tribune to Madonna incluem uma reinterpretação da faixa; a primeira foi feita pela cantora Loleatta Holloway, enquanto a segunda foi realizada pela banda electro-industrial Bigod 20. Um remix de andamento acelerado em estilo eurodance da música foi desenvolvido pelo grupo de DJs Sound Assassins para o álbum de remix Dancemania Speed 2, lançado no Japão em março de 1999. Uma regravação pop punk do single foi feita pela banda Rufio, a qual foi incluída na coletânea Punk Goes Pop (2002). A composição foi reelaborada como um número de hi-NRG e eurodance pelo grupo Mad'House e incluída em seu álbum Absolutely Mad. Esta versão foi lançada comercialmente e obteve um desempenho exitoso, culminando nas tabelas alemãs, austríacas, holandesas e irlandesas e listando-se nas dez primeiras posições dos periódicos da Bélgica, da França, do Reino Unido e da Suíça, além de ter conquistado as vinte melhores colocações na Dinamarca e na Suécia. Na parada European Hot 100 Singles, que compilava as faixas mais bem sucedidas na Europa, esta edição obteve a vice-liderança. Uma regravação folk do tema foi feito por Lavender Diamonds e incluído em Through the Wilderness (2007), coletânea em tributo à Madonna, com um vídeo musical correspondente sendo dirigido por Peter Glantz.
"Like a Prayer" foi incluída em um episódio-tributo à cantora da série musical Glee, intitulado "The Power of Madonna". Foi cantada no final do capítulo pelo coral fictício New Directions, interpretado pelo elenco do programa. Esta versão foi lançada digitalmente na iTunes Store e incluída no EP contendo a trilha sonora do episódio, denominado Glee: The Music, The Power of Madonna. Citada por críticos como um dos destaques do projeto, atingiu as colocações de número 28, 27, 2 e 16 na Austrália, no Canadá, na Irlanda e no Reino Unido, respectivamente. Nos Estados Unidos, debutou no 27.º posto da Billboard Hot 100 e na décima posição da Digital Songs, com 87 mil unidades digitais vendidas. A musicista estadunidense Tori Amos regravou a obra no Hammersmith Apollo em Londres durante a Original Sinsuality Tour. Sua versão foi incluída em The Original Bootlegs (2005), uma série de álbuns ao vivo contendo gravações retiradas da digressão. Os DJs Meck e Dino fizeram uma mistura de seu single "Feels like Home" com "Like a Prayer", lançando-a sob o título de "Feels like a Prayer". Esta regravação conquistou os dez primeiros postos na região belga de Flandres e na Holanda, obtendo a 15.ª posição na região belga da Valônia, enquanto que nos Estados Unidos estreou na 36.ª ocupação da Hot Dance Club Songs, atingindo o sexto emprego como melhor após sete semanas.
A banda estadunidense de gothic metal We Are the Fallen reinterpretou a música ao vivo em 2008. Nick Duerden, da revista Spin, sentiu que esta edição estava "tão bem pulverizada que alguém pode se perguntar se a canção não foi escrita especificamente para tornar-se o maior hino de heavy rock do mundo". A cantora canadense Nelly Furtado incluiu uma regravação do número como parte do repertório de sua turnê The Spirit Indestructible Tour (2012), colocando-a no bis. Em 18 de junho de 2017, a cantora brasileira Luiza Possi regravou "Like a Prayer" no Show dos Famosos, quadro do dominical Domingão do Faustão. Sua performance foi inspirada na feita por Madonna na Blond Ambition World Tour, com ela usando um longo vestido preto e uma grande cruz; ao meio da apresentação, ela retirou o figurino para trocar por um espartilho dourado — outra peça também reminiscente a uma usada na turnê. No mesmo mês, o produtor Patrick Leonard divulgou uma nova versão da faixa, transformando-a em uma balada ao piano, com a cantora Dana Williams nos vocais. Possi cantou novamente a faixa em um show em tributo a Michael Jackson, realizado no dia 8 de julho de 2017 na Casa Natura Musical em São Paulo. Foi incluída no bis da apresentação, juntamente com "Bad Romance", de Lady Gaga, tendo sido a última faixa do concerto. Em 6 de agosto seguinte, a atriz Fabiana Karla realizou uma regravação da obra no programa PopStar, da Rede Globo. Em 2024, para que pudesse ser usada no filme Deadpool & Wolverine, o ator principal Ryan Reynolds (que interpreta o anti-herói Deadpool) e o diretor Shawn Levy foram encontrar-se pessoalmente com Madonna — que, num raro gesto, não somente autorizou o uso da canção, mas também ofereceu apontamentos e sugestões para melhorar a cena, imediatamente acatados (e filmados). No entanto, a música não foi licenciada para o álbum da trilha sonora do filme e não aparece na lista de faixas dele.

## Legado
'Like a Prayer' é uma música muito importante para mim. Eu senti o impacto que ela iria causar. Essa canção significa mais para mim do que 'Like a Virgin'. Eu a escrevi, e veio do meu coração. É uma canção muito espiritual. Acho que eu estava mais espiritualmente em contanto com o poder das palavras e da música na época em que comecei a gravar a música e o álbum.

—Madonna refletindo sobre a importância de 'Like a Prayer' para ela.
"Like a Prayer" é considerada tanto por críticos quanto por fãs uma das melhores canções da carreira de Madonna. Na lista das "500 melhores músicas lançadas desde que você nasceu", compilada pela Blender, foi posicionada na sexta colocação, enquanto a Rolling Stone elegeu-a uma das 500 melhores faixas de todos os tempos, colocando-a na posição de número 300. Em uma versão atualizada da lista, a música caiu para a posição 306. Para a NME, "Like a Prayer" é a terceira maior canção pop da história, com Pryia Elan considerando-a o "cartão de visita" de Madonna, aplicando à cantora um status de "lendária". Seu colega Larry Bartleet incluiu o número em uma lista com os 20 melhores da artista. Em 2003, fãs da intérprete foram convidados pela publicação Q a concederem votos para que fosse elaborada uma lista contendo os 20 maiores singles da intérprete; "Like a Prayer" finalizou no primeiro posto. Uma enquete semelhante feita pelo MSN Entertanment demonstrou o mesmo resultado. Em 2014, a LA Weekly fez uma coletânea das 20 melhores canções pop de cantoras, colocando a faixa na segunda posição. Art Tavana, redator da publicação, opinou: "'Like a Prayer' foi o momento em que Madonna transitou de voz das adolescentes americanas para a maior sacerdotisa do pop". Elaborando as melhores músicas da década de 1980, a Pitchfork Media posicionou o tema no 50º emprego. Em 2016, a Rolling Stone elegeu "Like a Prayer" a melhor música de Madonna.
Campbell notou que a popularidade e o caos da mídia em relação à canção e seu vídeo musical ajudou a introduzir um fator muito importante no mundo das celebridades: a recepção da publicidade gratuita. O impacto de "Like a Prayer" ficou mais evidente em seu álbum resultante, que foi direto para o topo das paradas musicais no seu lançamento. O vídeo também serviu como uma prova da emergência da comodidade audiovisual como uma diferente entidade da música que o gerou, e de outras formas expressivas que misturam canção, imagem e movimento. Conforme observado pela autora Judith Marcus em seu livro Surviving the Twentieth Century, Madonna usou a igreja para expressar seu ponto de vista sobre a vitimização. O principal impacto do vídeo está no fato de que ela saiu de um papel de vítima "capacitando" a si mesma. A escritora afirmou que o projeto "atacou" metaforicamente a demanda da igreja para a conformidade feminina, indiciou o preceito da igreja de uma dicotomia entre corpo e espírito, e matou a negação da igreja da espiritualidade feminina. Marcus concluiu: "Goste dela ou não, 'Like a Prayer' é uma esperança para as muitas mulheres necessitadas, carentes e necessitadas ao redor do mundo. Elas podem encontrar força em sua mensagem". Campbell argumentou que o vídeo não segue nenhuma narrativa definitiva, embora exista uma infinidade de imagens nele. Ele achou que as sequências nas quais Madonna não interpreta a música embora sua voz seja ouvida como as mais interessantes, uma vez que apontaram a rápida evolução da mídia de vídeos musicais e do próprio trabalho da artista, que transitaram de uma simples captura de um apresentação ao vivo — como foi o caso do vídeo de "Everybody", primeiro single da musicista; naquele ponto de sua carreira, tais gravações já eram uma memória distante.

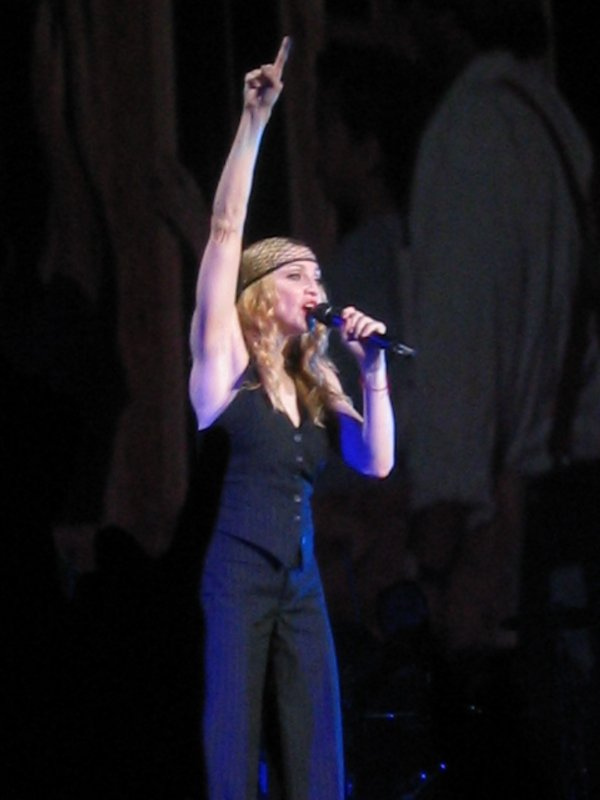
Madonna cantando "Like a Prayer" na Re-Invention Tour (2004). Além de ser considerada uma de suas melhores canções por fãs e críticos, a obra foi notada por ser um ponto de mudança na carreira da artista, que começou a ser vista como uma eficiente mulher de negócios — alguém que sabe como vender um conceito.

Assim como o vídeo, o principal impacto da canção foi misturar características musicais díspares e aparentemente contraditórias. Campbell disse que a simples melodia ofereceu um ponto fácil de entrada para o ouvinte, com os contrates marcantes no som, no ritmo e na textura agradando diferentes públicos-alvo. O uso do coral e do órgão na faixa foi uma combinação sem precedentes de música pop com música religiosa, o que fez a música gospel estar mais presente na cultura de massa do que antes. Em 1999, a Escola de Música, Teatro e Dança da Universidade de Michigan realizou um seminário sobre as diferentes implicações e metáforas presentes em "Like a Prayer"; o evento foi dirigido por notáveis professores como Martin Katz, George Shirley e Michael Daugherty. O principal assunto discutido foi o fato de que possam existir diferentes significados metafóricos da obra, já que a palavra "como" ("like") pode ser interpretada em contextos separados. Shirley adicionou que quando alguém pensa na canção, pensa evidentemente em seus aspectos visuais — como o vídeo musical —, mas as letras são muito mais importantes por reforçarem a natureza pós-moderna do vídeo. A ambiguidade da palavra "como" borra distinções entre um amante humano e Deus, evidenciadas fortemente na linha "Como uma criança, você sussurra suavemente para mim". Este ponto de vista foi explicado por Katz, que achou irônico o fato de o vídeo ter incentivado a ambiguidade dirigindo o público massivamente para os subtextos religiosos, enquanto a música permanecia não ambígua. Ele acrescentou: "A música de 'Like a Prayer' é provavelmente mitigar, atenuando e suavizando os limites mais difíceis, o conteúdo mais desafiador das letras e do vídeo".
Taraborrelli comentou que "no final, os eventos que envolveram 'Like a Prayer' apenas serviram para melhorar a reputação de Madonna como uma eficiente mulher de negócios, alguém que sabe como vender um conceito". Antes do contrato da musicista com a Pepsi, estrelas pop geralmente não recebiam liberdade o suficiente para desenvolverem seus próprios conceitos artísticos, pois os patrocinadores apenas queriam que seus produtos fossem promovidos. Madonna, no entanto, disse desde o primeiro dia de filmagens do comercial que o faria do seu jeito, uma decisão que teve de ser acatada pela Pepsi. Embora tenha declarado nunca ter sido sua intenção fazer a empresa ser o "bode expiatório" no fiasco em relação ao anúncio, a cantora permaneceu fiel a si mesma. Mesmo com o comercial tendo como objetivo promover o refrigerante da Pepsi, ela não se preocupou em segurar uma única lata do produto, levando Taraborrelli a observar: "A estrela pop Madonna iria fazer [o comercial] do seu jeito, não importasse o que a mulher de negócios Madonna concordasse em fazer". Ela insistiu o tempo todo que o anúncio e o vídeo musical eram dois produtos diferentes e que estava certa em se manter firme. O biógrafo notou que, após a controvérsia em relação ao comercial e o vídeo, a contratação de estrelas pop e atletas para vender refrigerantes tornou-se algo comum, contudo, nenhuma destas promoções geraram o nível de animação como o negócio mal sucedido da Pepsi com Madonna.

## Faixas e formatos
A versão em vinil de sete polegadas de "Like a Prayer" distribuída nos Estados Unidos contém uma versão reduzida da canção, com "Act of Contrition" servindo como seu lado B; este alinhamento também constou na fita cassete australiana. Dois vinis promocionais foram comercializado no país; um apresenta a edição do vinil de sete polegadas com fade e um remix do mesmo, e o outro alinha vários remixes. Um vinil de doze polegadas lançado no território possui cinco produções aprimoradas e "Act of Contrition", enquanto outro, lançado no Reino Unido, contém dois remixes e a versão "Churchapella" da música.  Dois CD single foram lançados; um em território estadunidense, contendo "Act of Contrition" e quatro novas edições, e outro no Japão alinhando a edição do vinil de sete polegadas com fade e a faixa supracitada.
| Vinil estadunidense de sete polegadas |                                                     |         |  |
| N.º                                   | Título                                              | Duração |  |
| 1.                                    | "Like a Prayer" (versão do vinil de sete polegadas) | 5:19    |  |
| 2.                                    | "Act of Contrition"                                 | 2:19    |  |

| Fita cassete australiana |                     |         |  |
| N.º                      | Título              | Duração |  |
| 1.                       | "Like a Prayer"     | 5:19    |  |
| 2.                       | "Act of Contrition" | 2:19    |  |

| Vinil promocional estadunidense de sete polegadas |                                                              |         |  |
| N.º                                               | Título                                                       | Duração |  |
| 1.                                                | "Like a Prayer" (versão do vinil de sete polegadas com fade) | 5:07    |  |
| 2.                                                | "Like a Prayer" (7" Remix Edit)                              | 5:41    |  |

| Vinil promocional estadunidense de doze polegadas |                                    |         |  |
| N.º                                               | Título                             | Duração |  |
| 1.                                                | "Like a Prayer" (12" Dance Mix)    | 7:50    |  |
| 2.                                                | "Like a Prayer" (Instra Dub)       | 6:01    |  |
| 3.                                                | "Like a Prayer" (Bass Dub)         | 5:31    |  |
| 4.                                                | "Like a Prayer" (12" Club Version) | 6:35    |  |
| 5.                                                | "Like a Prayer" (Dub Beats)        | 4:39    |  |
| 6.                                                | "Like a Prayer" (7" Remix Edit)    | 5:41    |  |

| Vinil estadunidense de doze polegadas |                                      |         |  |
| N.º                                   | Título                               | Duração |  |
| 1.                                    | "Like a Prayer" (12" Dance Mix)      | 7:50    |  |
| 2.                                    | "Like a Prayer" (12" Extended Remix) | 7:21    |  |
| 3.                                    | "Like a Prayer" (Churchapella)       | 6:14    |  |
| 4.                                    | "Like a Prayer" (12" Club Version)   | 6:35    |  |
| 5.                                    | "Like a Prayer" (7" Remix Edit)      | 5:41    |  |
| 6.                                    | "Act of Contrition"                  | 2:19    |  |

| Vinil britânico de doze polegadas |                                 |         |  |
| N.º                               | Título                          | Duração |  |
| 1.                                | "Like a Prayer" (12" Dance Mix) | 7:50    |  |
| 2.                                | "Like a Prayer" (Churchapella)  | 6:14    |  |
| 3.                                | "Like a Prayer" (7" Remix Edit) | 5:41    |  |

| CD single promocional estadunidense |                                                      |         |  |
| N.º                                 | Título                                               | Duração |  |
| 1.                                  | "Like a Prayer" (versão do single de sete polegadas) | 5:19    |  |
| 2.                                  | "Like a Prayer" (7" Remix Edit)                      | 5:41    |  |
| 3.                                  | "Like a Prayer" (7" Dance Edit)                      | 5:25    |  |
| 4.                                  | "Like a Prayer" (12" Dance Mix)                      | 7:50    |  |
| 5.                                  | "Like a Prayer" (12" Club Version)                   | 6:35    |  |

| CD single japonês de três polegadas |                                   |         |  |
| N.º                                 | Título                            | Duração |  |
| 1.                                  | "Like a Prayer" (7" Version fade) | 5:07    |  |
| 2.                                  | "Act of Contrition"               | 2:19    |  |

## Créditos
Todo o processo de elaboração de "Like a Prayer" atribui os seguintes créditos:
Gravação e publicação
- Gravada em setembro de 1988 nos Johnny Yuma Studios (Burbank, Califórnia)
- Mixada nos Smoke Tree Studios (Chatsworth, Califórnia)
- Masterizada nos MasterDisk (Nova Iorque)
- Publicada pelas empresas Webo Girl Publishing, administrada pela WB Music Corp. (ASCAP) e Johnny Yuma Music (BMI)

Produção
| - Madonna: composição, produção, vocalista principal, vocalista de apoio - Patrick Leonard: composição, produção, arranjos - Andraé Crouch: regência de coral, vocalista de apoio - Bill Meyers: arranjos - Bruce Gaitsch: violão - Chester Kamen: guitarra - Chuck Findley: arranjos, latão - Dann Huff: guitarra - David Williams: baixo elétrico - Dick Hyde: latão | - Donna De Lory: vocalista de apoio - Niki Haris: vocalista de apoio - Geary Lanier: clavinet - Guy Pratt: programação de bateria, baixo - Paulinho da Costa: percussão - Bob Ludwig: masterização - Bill Bottrell: mixagem - Dave Way: assistência de engenharia - Fred McFarlane: programação |

## Desempenho comercial
Nos Estados Unidos, "Like a Prayer" debutou na 38.ª colocação da edição de 18 de março de 1989 da Billboard Hot 100, vindo a atingir o topo da tabela cinco semanas depois. Permaneceu na primeira posição por três atualizações consecutivas, sendo substituída por "I'll Be There for You", de Bon Jovi. Esteve presente no periódico por dezesseis semanas e terminou o ano como a 25.ª mais bem sucedida nele. A faixa ainda culminou na genérica Hot Dance Club Songs — onde finalizou como a décima mais bem sucedida em 1989 —, obtendo também o terceiro posto na Adult Contemporary e o vigésimo na Top R&B/Hip-Hop Songs, e foi certificada como platina dupla pela Recording Industry Association of America (RIAA) devido a dois milhões de cópias vendidas em território estadunidense. De acordo com a Nielsen SoundScan, 443 mil unidades digitais da canção foram adquiridas no país até abril de 2010, tornando-se a mais comercializada da artista neste formato desde que a empresa começou a calcular as vendas digitais em 2005. Após a transmissão de "The Power of Madonna", 12 mil downloads foram registrados no território — um aumento de 267% em relação à semana anterior.
"Like a Prayer" obteve um desempenho semelhante no Canadá, avançando para o topo da Canadian RPM Top Singles em sua nona semana, permanecendo nesta colocação por quatro edições, e conquistando a vice-liderança da Canadian RPM Dance Singles. Esteve presente na primeira parada durante 16 atualizações, finalizando o ano como a mais vendida no país. Na Austrália, o tema estreou na terceira colocação da edição de 19 de março de 1989 dos ARIA Charts. Ascendeu-se para o cume na semana seguinte, permanecendo nele por outras quatro. Esteve presente no periódico por 22 semanas e foi certificado como platina pela Australian Recording Industry Association (ARIA), denotando vendas de 70 mil cópias, finalizando o ano como a mais vendida. Obteve um desempenho similar na Nova Zelândia, debutando no terceiro emprego da tabela de singles da Recording Industry Association of New Zealand (RIANZ) e alcançando o topo na semana seguinte, estando presente por 13 atualizações. "Like a Prayer" tornou-se a sétima música de Madonna a culminar na japonesa Oricon, ocupando a primeira posição por três semanas.
Em terras britânicas, "Like a Prayer" entrou na vice-liderança da UK Singles Chart, movendo-se para o topo na semana seguinte e permanecendo nele por três atualizações. A composição esteve presente na tabela por 13 semanas e finalizou 1989 como a 11.ª mais vendida no país, recebendo uma certificação de ouro da British Phonographic Industry devido às 400 mil cópias adquiridas em território britânico. De acordo com a The Official Charts Company, 580 mil unidades da música foram obtidas na nação até fevereiro de 2014. Na França, obteve a vice-liderança e foi certificada como prata pela Syndicat National de l'Édition Phonographique (SNEP); de acordo com a empresa, 478 mil cópias da faixa foram vendidas no território. O número obteve desempenho exitoso em outros países da Europa, culminando nas compilações belgas, espanholas, holandesas, irlandesas, italianas, norueguesas, suecas e suíças. Como resultado, converteu-se na sétima faixa da cantora a culminar na European Hot 100 Singles, atingindo o topo em 25 de março de 1989 e permanecendo nele por 12 semanas, finalizando o ano como a mais bem sucedida no periódico. Em 15 de maio de 2010, após a transmissão de "The Power of Madonna", reentrou na 47.ª posição do gráfico. No total, cinco milhões de cópias de "Like a Prayer" foram comercializadas ao redor do globo, tornando-se uma das mais vendidas de todos os tempos em formato físico.
| País — Tabela musical (1989)           | Posição de pico |
| -------------------------------------- | --------------- |
| Alemanha (Media Control Charts)        | 2               |
| Austrália (ARIA Charts)                | 1               |
| Áustria (Ö3 Austria Top 40)            | 2               |
| Bélgica (Ultratop 40 da Valônia)       | 1               |
| Canadá (Canadian RPM Top Singles)      | 1               |
| Canadá (Canadian RPM Dance Singles)    | 2               |
| Espanha (PROMUSICAE))                  | 1               |
| Estados Unidos (Billboard Hot 100)     | 1               |
| Estados Unidos (Hot Dance Club Songs)  | 1               |
| Estados Unidos (Adult Contemporary)    | 3               |
| Estados Unidos (Top R&B/Hip-Hop Songs) | 20              |
| Europa (European Hot 100 Singles)      | 1               |
| Finlândia (IFPI Finlândia)             | 1               |
| França (SNEP)                          | 2               |
| Irlanda (IRMA)                         | 1               |
| Itália (FIMI)                          | 1               |
| Islândia (Íslenski Listinn Topp 10)    | 1               |
| Japão (Oricon)                         | 1               |
| México (El Siglo de Torreón)           | 1               |
| Noruega (VG-lista)                     | 1               |
| Nova Zelândia (Recorded Music NZ)      | 1               |
| Países Baixos (Single Top 100)         | 1               |
| Panamá (El Siglo de Torreón)           | 3               |
| Portugal (AFP)                         | 1               |
| Reino Unido (UK Singles Chart)         | 1               |
| Suécia (Sverigetopplistan)             | 1               |
| Suíça (Schweizer Hitparade)            | 1               |
| Uruguai (El Siglo de Torreón)          | 1               |
| Venezuela (El Siglo de Torreón)        | 5               |

| País — Tabela musical (1989)          | Posição |
| ------------------------------------- | ------- |
| Alemanha (GfK Entertainment Charts)   | 6       |
| Austrália (ARIA Charts)               | 1       |
| Áustria (Ö3 Austria Top 40)           | 7       |
| Bélgica (Ultratop 40 da Valônia)      | 12      |
| Canadá (Canadian RPM Top Singles)     | 1       |
| Estados Unidos (Adult Contemporary)   | 40      |
| Estados Unidos (Billboard Hot 100)    | 25      |
| Estados Unidos (Hot Dance Club Songs) | 10      |
| Espanha (PROMUSICAE)                  | 4       |
| Europa (Eurochart Hot 100 Singles)    | 1       |
| Itália (FIMI)                         | 5       |
| Noruega (VG-lista)                    | 2       |
| Nova Zelândia (Recorded Music NZ)     | 13      |
| Países Baixos (Dutch Top 40)          | 13      |
| Países Baixos (Single Top 100)        | 7       |
| Portugal (AFP)                        | 1       |
| Reino Unido (UK Singles Chart)        | 11      |
| Suécia (Sverigetopplistan)            | 1       |
| Suíça (Schweizer Hitparade)           | 6       |

| Região | Certificação | Vendas    |
| --- | ------------ | --------- |
| Alemanha (BVMI) | Ouro         | 250 000^  |
| Austrália (ARIA) | Platina      | 70 000^   |
| Dinamarca (IFPI Dinamarca) | Ouro         | 45 000‡   |
| Espanha (PROMUSICAE) | Ouro         | 200 000^  |
| Espanha (PROMUSICAE) | Ouro         | 300 000‡  |
| Estados Unidos (RIAA) | 2× Platina   | 2 000 000 |
| França (SNEP) | Prata        | 478 000   |
| Itália (FIMI) | Platina      | 25 000*   |
| Nova Zelândia (RIANZ) | Ouro         | 5 000^    |
| Países Baixos (NVPI) | Platina      | 100 000^  |
| Reino Unido (BPI) | Ouro         | 850 000   |
| Suécia (GLF) | Platina      | 5 000^    |
| Suíça (IFPI Suíça) | Ouro         | 25 000^   |
| *números de vendas baseados somente na certificação ^distribuições baseadas apenas na certificação ‡vendas+valores de streaming baseados somente na certificação |              |           |